# Perla Cristal
 (juin 2025).
Si vous disposez d'ouvrages ou d'articles de référence ou si vous connaissez des sites web de qualité traitant du thème abordé ici, merci de compléter l'article en donnant les références utiles à sa vérifiabilité et en les liant à la section « Notes et références ».
Perla Cristal Lijik, née à Buenos Aires (Argentine) le 29 septembre 1937, est une actrice, chanteuse et meneuse de revue argentine dont la carrière s'est déployée dans son pays natal, en Espagne et en Italie, avec quelques incursions à Hollywood.

## Biographie
Perla apprend la comédie, le chant, la danse, la guitare et le piano dès sa jeunesse. Elle commence des études de Lettres et travaille comme danseuse acrobatique dans des cirques. Elle devient meneuse de revue et actrice en Argentine, jouant à l'époque d'or du cinéma argentin avec des acteurs comme Tono Andreu (es), Gogó Andreu (es), María Esther Podestá (es), Héctor Calcaño (es), Leonor Benedetto (es), Betiana Blum (es), Golde Flami (es), Perla Achával (es), Nélida Romero (es) et Esteban Serrador (es).
Elle commence au cinéma en 1950 avec le film Arroz con leche (es), de Carlos Schlieper.
Elle devient protagoniste dans des dizaines de films à l'étranger dans les années 1960 et 1970, en particulier avec le réalisateur Jesús Franco. Ses autres films notables sont La Tulipe noire (1964), et La Corruption de Chris Miller (1972).
Elle chante Piantao, ou encore des chansons comme Río Manso, Río Rebelde et Transnochando espineles de Cholo Aguirre, ou Cantares de Joan Manuel Serrat. Elle se produit dans des cabarets, des théâtres, des cirques ; elle joue dans des comédies musicales et des zarzuelas, au café-théâtre ou au théâtre.

## Filmographie

### Cinéma
Sauf indication contraire, les informations mentionnées dans cette section peuvent être confirmées par la base de données cinématographiques IMDb,  présente dans la section « Liens externes ».

#### Années 1950
- 1950 : Arroz con leche (es), de Carlos Schlieper.
- 1951 : Concierto de bastón (es) d'Enrique Cahen Salaberry (en)
- 1954 : La cueva de Alí Babá (es) de Mario C. Lugones (en)

#### Années 1960
- 1962 : L'Horrible Docteur Orlof (Gritos en la noche) de Jesús Franco : Arné
- 1962 : Un beau châssis (Los motorizados) de Camillo Mastrocinque
- 1963 : Las cuatro noches de la luna llena ou Four Nights of the Full Moon de Sobey Martin
- 1964 : Les Maîtresses du docteur Jekyll (El secreto del Dr. Orloff) de Jesús Franco : Rosa
- 1964 : Pão, Amor e... Totobola de Henrique Campos : Zulmirinha
- 1964 : La Tulipe noire de Christian-Jacque
- 1964 : Le Pont des Soupirs (Il ponte dei Sospiri) de Carlo Campogalliani et Piero Pierotti : Juana
- 1964 : Agent 077, opération Jamaïque (La muerte silba un blues) de Jesús Franco : Lina
- 1964 : Búsqueme a esa chica (es) de Fernando Palacios et George Sherman : amie de Pamela
- 1964 : Intrigue diabolique (Un tiro por la espalda) d'Antonio Román
- 1965 : 077 : Espionnage à Tanger (Marc Mato, agente S. 077) de Gregg Tallas : Madeleine
- 1965 : La vuelta de José Luis Madrid
- 1965 : La cesta (es) de Jaime García-Herranz : Elvira
- 1966: Sept Écossais du Texas (Sette pistole per i MacGregor) de Franco Giraldi : Perla
- 1966 : Dos mil dólares por Coyote de León Klimovsky : Rita
- 1966 : Hoy como ayer (es) de Mariano Ozores : Garcia
- 1966 : Le Triomphe des sept desperadas (7 donne per una strage) de Rudolf Zehetgruber, Gianfranco Parolini et Sidney W. Pink : Pilar
- 1966 : 40 grados a la sombra (en) de Mariano Ozores : Candida
- 1967 : Culpable para un delito (es) de José Antonio Duce (es) : Mayra
- 1967 : Una bruja sin escoba (de) de José María Elorrieta : Octavia
- 1967 : Joe Navidad (de) de Sidney W. Pink : Marie Lefleur
- 1967 : Crónica de 9 meses (es) de Mariano Ozores : Socorro
- 1967 : El rostro del asesino de Pedro Lazaga
- 1967 : Oscuros sueños de agosto (es) de Miguel Picazo : Maruja
- 1968 : La esclava del paraíso de José María Elorrieta : la favorite
- 1968 : Rio Hondo de José Briz Méndez : Faon Blanc
- 1969 : De Picos Pardos a la ciudad d'Ignacio Iquino : Rosa
- 1969 : Juicio de faldas (es) de José Luis Sáenz de Heredia
- 1969 : Susana (es) de Mariano Ozores : Julia
- 1969 : ¿Por qué pecamos a los cuarenta? (es) de Pedro Lazaga : Matilde

#### Années 1970
- 1970 : Les Libertines (Las bellas del bosque) de Pierre Chenal : Claude
- 1970 : Sin un adiós de Vicente Escrivá
- 1970 : Le Colt du révérend (Reverendo Colt) de Leon Klimovsky : Dorothy
- 1971 : El Cristo del océano de Tito Fernández : Toñona
- 1971 : Los jóvenes amantes de Benito Alazraki
- 1972 : La furia del hombre lobo de José María Zabalza : Dr. Ilona Ellma / Eva Wolfstein
- 1972 : Dans la poussière du soleil de Richard Balducci : tenancière du saloon
- 1973 : La Corruption de Chris Miller (La corrupción de Chris Miller) de Juan Antonio Bardem : Perla
- 1973 : Le Conseiller (Il consigliere) d'Alberto De Martino : Dorothy (non créditée)
- 1973 : Celos, amor y Mercado Común (es) d'Alfonso Paso : Rocio
- 1974 : El chulo (es) de Pedro Lazaga : Doña Patro
- 1974 : Emma, puertas oscuras de José Ramón Larraz : docteur Sylvia Keane
- 1974 : Señora doctor de Mariano Ozores : Araceli
- 1974 : Cinco almohadas para una noche de Pedro Lazaga : Laura
- 1974 : Las correrías del Vizconde Arnau de Joaquín Coll Espona : vicomtesse
- 1974 : Los inmorales d'Alfonso Balcázar
- 1975 : El comisario G. en el caso del cabaret de Fernando Merino
- 1975 : Hay que matar a B. de José Luis Borau : Rosita
- 1976 : La iniciación en el amor de Javier Aguirre : Name
- 1976 : Batida de raposas de Carlos Serrano : Celia
- 1977 : Las marginadas (es) d'Ignacio Iquino : Emilia
- 1977 : La Perle noire (The Black Pearl) de Saul Swimmer : Mme Salazar

#### Après 1980
- 1984 : Atrapadas d'Aníbal Di Salvo : directrice
- 1988 : Jailbird Rock (es) de Phillip Schuman : mère de Jessie
- 1989 : La blanca paloma (es) de Juan Miñón : Maite
- 2001 : La novia del príncipe de José Luis Sánchez Codina : Emilia
- 2005 : Conejo al ajillo, peruana y desolación couort-métrage de Pablo Valiente
- 2005 : Entre voces court-métrage de Lucina Gil
- 2010 : Armando (o la buena vecindad) de Luis Serrano : Micaela

### Télévision
- 1960 : Microprogramas  (Music Hall)
- 1963 : Escala en Hi-Fi (es)
- 1963 : Las enfermeras (es), série télévisée
- 1964 : Primera fila (es), série télévisée, deux épisodes : Hotel Terminus et La casa de la noche
- 1964 : Historias de mi barrio (es), série télévisée, deux épisodes : La Miss et La Dolce Vita
- 1966-1973 : Estudio 1 (es), série de pièces de théâtre télévisées, cinq épisodes
- 1973 : Tarde para todos (es), série télévisée, épisode du 4 mars 1973
- 1975 : Aquí y ahora, série télévisée, épisode du 1er août 1975
- 1996-1997 : Éste es mi barrio (es), série télévisée, épisodes 1.16-17
- 2006-2007 : Amar en tiempos revueltos, série télévisée, 53 épisodes : Florita
- 2007 : Hospital Central, série télévisée, épisode 14.15 Historias mínimas : Esperanza, comtesse de Quintana
- 2008 : Guante blanco (es), série télévisée, épisode 1.2 El Stradivarius : Rosalía

## Théâtre
- La pasarela está de gala (1954).
- Locuras de primavera (1954), avec Sofía Bozán, Dringue Farías, Adolfo Stray, María Esther Gamas, Tato Bores, Alba Solís
- La Revista de los Ases (1955).
- ¡Esta si es una bomba! (1955).
- Temperatura en ascenso (1955).
- ¡Divorciópolis!... (1955).
- ¡Gran butaca carnavalera! (1955).
- Disloquibamba (1956).
- Tiburón, avec Xenia Monty et Dolly Bioletti.
- Alegrías de España, pour une tournée de plus de 5 années.
- La maja desnuda de Cáceres
- La divinas
- Cara al sol con la chaqueta nueva
- Tiempo Yrigoyen (1976) d'Ulyses Petit de Murat, mise en scène par Julio Piquer au Teatro Liceo, avec Osvaldo Terranova et Rita Terranova[5].